# Voïvodie de Rawa
 (signalé en mai 2025).
Si vous disposez d'ouvrages ou d'articles de référence ou si vous connaissez des sites web de qualité traitant du thème abordé ici, merci de compléter l'article en donnant les références utiles à sa vérifiabilité et en les liant à la section « Notes et références ».
- Archive Wikiwix
- Bing
- Cairn
- DuckDuckGo
- E. Universalis
- Gallica
- Google
- G. Books
- G. News
- G. Scholar
- Persée
- Qwant
- (zh) Baidu
- (ru) Yandex
- (wd) trouver des œuvres sur Wikidata

1462–1793
Entités précédentes :
- Duché de Mazovie

Entités suivantes :
- Royaume de Prusse

La voïvodie de Rawa (Województwo Rawskie en polonais) fut une entité administrative à l'époque du royaume de Pologne des Jagellon.
Cette province cessa d'exister avec le deuxième partage de la Pologne en 1793.
La Voïvodie de Rawa forma avec voïvodie de Płock et la voïvodie de Mazovie la province de Mazovie.
Le chef-lieu de la Voïvodie de Rawa était la ville de Rawa Mazowiecka.

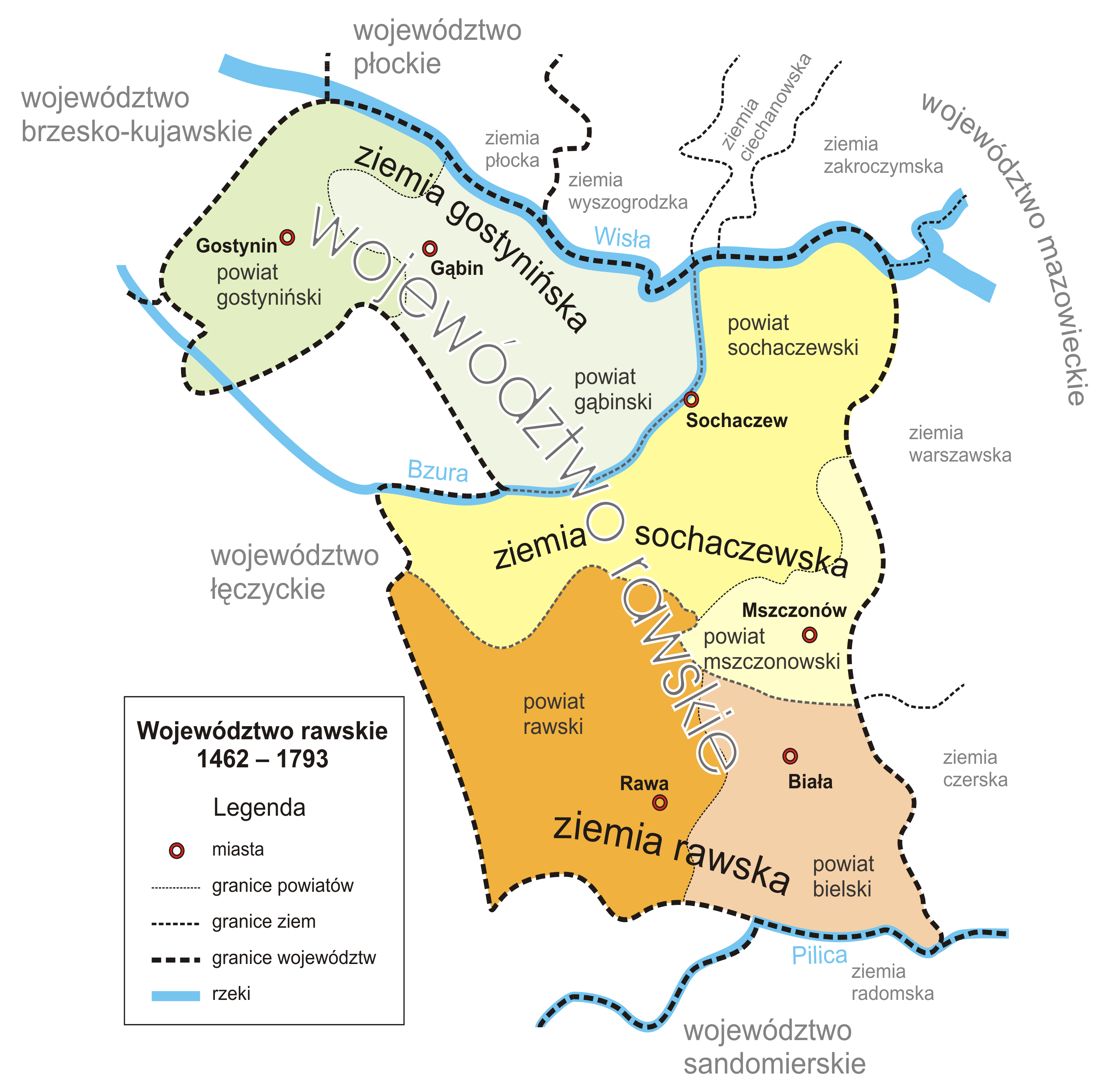
Ancienne voïvodie de Rawa